# Hitohira
Hitohira (ひとひら? lett. "Petalo"), è un manga giapponese creato dalla mangaka Izumi Kirihara e pubblicato sulla rivista Comic High! dal 22 marzo 2004 al 22 maggio 2009. Nel marzo 2007 il manga è stato adattato in una serie televisiva anime composta da 12 episodi, trasmessa sulla televisioni giapponesi dal 28 marzo al 22 novembre 2007.

## Trama
La storia ruota intorno ad una ragazza estremamente timida, Mugi Asai, alle prese con il primo anno di liceo. Indecisa su quale club seguire, non per sua volontà, Mugi si ritrova iscritta alla "Società di Ricerca Teatrale", più per volere della presidentessa Nono Ichinose - colpita dalla voce imponente di cui Mugi sembra dotata, pur non essendo in grado di controllarla - che non per un suo desiderio. Da allora, la storia segue da vicino le relazioni che si intessono fra Mugi, i membri del club da lei frequentato, e gli storici avversari della Società di Ricerca Teatrale, ovvero il club di Teatro ufficiale dell'istituto superiore.

## Personaggi

### Società di Ricerca Teatrale
La Società di Ricerca Teatrale è un club di teatro fondato da Nono Ichinose. Si tratta di un club non ufficiale, costantemente in lotta con il Club di Teatro per conquistare il titolo di club ufficiale e poter, in tal modo, continuare la propria attività.
Mugi Asai (麻井麦?, Asai Mugi)
Mugi è la protagonista di Hitohira. Si tratta di una ragazza estremamente timida, a tal punto da perdere la voce ogni qual volta si ritrova in situazioni di forte stress, o immersa fra la folla, convinta di non essere in grado di raggiungere qualsivoglia obiettivo e che preferirebbe vivere una vita incolore, lontano dallo sguardo della gente. Nonostante questo suo carattere fragile e fortemente emotivo, tuttavia, Mugi è dotata di una voce imponente, che non riesce in alcun modo a gestire e che viene fuori nei momenti più impensati, ovvero di solito quando è arrabbiata, o estremamente felice. Ed è proprio questa sua voce così particolare ad attirare la curiosità di Nono Ichinose - presidentessa della Società di Ricerca Teatrale - durante il primo giorno di scuola di Mugi. Da allora, Nono farà di tutto pur di portare sul palco la terrorizzata Mugi che, sotto gli occhi degli spettatori, cambia e si trasforma grazie anche all'amicizia di tutto il club.
Ogni tanto, e nonostante la sua disperazione in merito, la si sente chiamare con il nickname affibbiatole da Chitose: "Mugi-choco".
Nono Ichinose (一ノ瀬野乃?, Ichinose Nono)
Nono è la presidentessa della Società di Ricerca Teatrale. Si tratta di una ragazza all'apparenza solitamente calma, divorata invece da passioni molto forti e ad una determinazione fuori dal comune. Proprio questa sua determinazione è stata alla base della nascita della Società di cui è presidentessa, e che non è affatto il club ufficiale di Teatro della scuola: infatti, Nono è affetta da una grave malattia alle corde vocali, a tal punto seria che in passato si trovò ad un passo dall'abbandonare l'arte teatrale, salvo poi decidere di continuare per la sua strada, anche a costo della sua stessa salute, allontanandosi dal club ufficiale e fondando il gruppo da lei gestito, pur di continuare a recitare.
Fortemente legata a Mirei, è il personaggio chiave per le relazioni yuri che caratterizzano l'intero anime.
Takashi Katsuragi (桂木たかし?, Katsuragi Takashi)
Takashi è uno dei membri più anziani della Società di Ricerca Teatrale, insieme a Nono e Risaki. Si tratta di un ragazzo estremamente tranquillo, posato e dotato di una forte determinazione ed attaccamento nei confronti del club di teatro cui appartiene. Da sempre innamorato di Nono, che tuttavia lo respinge più di una volta, si ritrova a sua volta "vittima" delle attenzioni di Chitose Kanna, una studentessa di primo anno, coetanea di Mugi.
Risaki Nishida (西田理咲?, Nishida Risaki)
Risaki, esattamente come Takashi, è una dei primi membri della Società di Ricerca Teatrale. Infantile ed impulsiva, è forse il membro più testardo e caparbio dell'intero gruppo, e la si vede spesso urlare contro il fratello minore Kai, da lei costretto ad iscriversi al club che altrimenti sarebbe andato incontro a chiusura certa a causa dello scarso numero di partecipanti. Proprio questo suo carattere così impulsivo la spinge spesso alla lite con Nono, cui è tuttavia legata da un forte vincolo di rispetto ed amicizia.
Kai Nishida (西田甲斐?, Nishida Kai)
Kai, coetaneo di Mugi e fratello di Risaki, è uno studente del primo anno. Suo malgrado, e in seguito alle pressioni della sorella maggiore, si ritrova a far parte della Società di Ricerca Teatrale quando avrebbe preferito seguire un corso di arte. Kai ha un carattere sensibile e tranquillo, e condivide con Mugi buona parte delle disavventure del loro club, essendo stati entrambi forzati ad unirsi alla Società e non avendo nessuna verve artistica o passione per il teatro. Con il trascorrere dei mesi, finirà con l'innamorarsi di Mugi, sebbene tale sentimento non sia destinato ad un coronamento finale.

### Club di Teatro
Si tratta del club ufficiale di Teatro dell'istituto. Durante l'anno scolastico presentato in "Hitohira" è protagonista della sfida contro la Società di Ricerca Teatrale, sfida che dovrà decretare quale dei due club può rimanere in vita e quale, invece, è destinato alla chiusura.
Mirei Sakaki (榊美麗?, Sakaki Mirei)
Mirei è l'attuale presidentessa del Club di Teatro. Si tratta di una ragazza estremamente responsabile e molto seria, il cui carattere forte nasconde in realtà un animo fragile. In passato, fu proprio Mirei a spingere Nono ad entrare a far parte del Club di Teatro, per poi pentirsene amaramente quando alla ragazza venne diagnosticata la grave malattia alle corte vocali. Da allora, Mirei prova sentimenti contrastanti nei confronti dell'altra: da un lato, le è profondamente legata anche a seguito di tutto ciò che hanno vissuto insieme, dall'altro si sente estremamente in colpa.
Diversi episodi nell'anime lasciano chiaramente intuire la natura sentimentale del rapporto esistente fra Mirei e Nono.
Chitose Kanna (神奈ちとせ?, Kanna Chitose)
Chitose è una studentessa del primo anno, coetanea di Mugi e sua "acerrima nemica" sul palcoscenico. Nella vita di tutti i giorni, Chitose è invece molto legata a Mugi e finirà spesso con il darle sostegno e supporto. Dotata di un carattere allegro e solare, nonostante sia un membro del Club di Teatro, la si vede spesso gironzolare intorno alla Società di Ricerca Teatrale, a causa del sentimento che nutre nei confronti di Katsuragi-senpai. Il suo nickname, impostole quasi da Kayo, altra sua coetanea, è "Orinal".

### Altri Personaggi
Kayo Tōyama (遠山佳代?, Tōyama Kayo)
Kayo è la migliore amica di Mugi, sin dai tempi delle scuole medie. Si tratta di una ragazza estremamente paziente ed affettuosa, che nutre una vera e propria passione nei confronti della fotografia, al punto da andarsene sempre in giro con una fotocamera digitale al collo per poter catturare i momenti più preziosi della loro adolescenza. Kayo è una figura estremamente importante per Mugi, la quale finisce spesso con il dipendere da lei, al punto da ritrovarsi sperduta quando proprio Kayo decide di partire per gli USA, inseguendo il suo sogno di sempre e nella speranza di riuscire a diventare una vera e propria fotografa professionista.

## Anime

### Musica
I temi di apertura e chiusura dell'anime sono stati pubblicati in un cd unico, dal titolo Yume, Hitohira, pubblicato il 25 aprile 2007 dalla casa discografica Media Factory. Nel cd si possono trovare sia il tema di apertura, appunto Yume, Hitohira (夢、ひとひら?) di Yūko Asami, che il tema di chiusura, Smile (スマイル?, Sumairu) di Mai Mizuhashi.
A questo cd, nel maggio 2007 si è aggiunto l'album Hitohira Drama & BGM Mugi Asai contenente le musiche dell'anime e alcuni inediti in versione drama CD che affrontano alcuni episodi della vita scolastica dei protagonisti non toccati nell'anime. Una seconda colonna sonora è stata pubblicata nel giugno dello stesso anno, con il titolo di Hitohira Drama & BGM Nono Ichinose, e verte, com'è facile intuire, intorno alla figura di Nono piuttosto che su quella di Mugi come accadeva invece per il cd precedente. Entrambe le soundtrack sono state pubblicate a loro volta dalla Media Factory.